# Pidonia longipalpis
Pidonia longipalpis là một loài bọ cánh cứng trong họ Cerambycidae.